# 슬퍼하는 만큼 그대가 좋아요/힘차게 가요!
〈슬퍼하는 만큼 그대가 좋아요/힘차게 가요!〉(일본어: 悲しいほど貴方が好き/カラッといこう!  카나시이호도아나타가스키/카랏토이코[*])는 일본의 밴드 ZARD의 41번째 싱글 앨범으로, 2006년 3월 8일 발매되었다. (12cm CD: JBCJ-6007) 전작 〈별의 반짝임이여/여름을 기다리는 돛처럼〉과 같이 양 A사이드 형태로 발매되었으며, 또한 이와 동일하게 이 싱글도 작사 ·  작곡 ·  편곡자가 모두 동일하다. 곡의 작사는 사카이 이즈미가, 작곡은 오노 아이카가, 편곡은 하야마 타케시가 담당했다.
〈슬퍼하는 만큼 그대가 좋아요〉는 1998년 2월에 만들어진 노래로, 레코딩 디렉터인 테라오 히로시의 말에 따르면 애절한 느낌의 좋은 곡이었지만 쓸일이 없었다고 한다. ZARD의 노래로서 발표가 결정된 것은 2004년에 콘서트 투어 이후의 일로서 편곡자인 하야마 타케시에게 피아노가 중심이되는 록을 의뢰했다. 처음엔 단순한 8비트로 제작되어, 애니메이션 《명탐정 코난》엔 이 버전이 사용되었지만, CD 싱글용 곡은 인트로의 피아노 부분의 길이를 늘리고 전체의 그루브도 16비트로 바뀌었다.
〈힘차게 가요!〉는 2006년 1월부터 3월까지, 후지 TV의 아침 정보 프로그램 《메자마시 토요일》의 테마곡으로 사용되었다.
싱글은 오리콘 주간 싱글차트에서 6위를 차지했고, 14주간 차트에 머물렀다.

## 수록곡
| #            | 제목                                                       | 작사          | 작곡         | 편곡          | 재생 시간 |
| ------------ | ---------------------------------------------------------- | ------------- | ------------ | ------------- | --------- |
| 1.           | 〈〈슬퍼하는 만큼 그대가 좋아요〉〉 (悲しいほど貴方が好き) | 사카이 이즈미 | 오노 아이카  | 하야마 타케시 | 4:51      |
| 2.           | 〈〈힘차게 가요!〉〉 (カラッといこう!)                     | 사카이 이즈미 | 오노 아이카  | 하야마 타케시 | 4:30      |
| 3.           | 〈〈슬퍼하는 만큼 그대가 좋아요〉〉 (Instrumental)         |               |              |               | 4:53      |
| 4.           | 〈〈힘차게 가요!〉〉 (Instrumental)                        |               |              |               | 4:26      |
| 총 재생 시간 | 총 재생 시간                                               | 총 재생 시간  | 총 재생 시간 | 총 재생 시간  | 18:40     |